# AlUla Tour 2024
La 4.ª edición del AlUla Tour fue una carrera de ciclismo en ruta por etapas que se celebró entre el 30 de enero y el 3 de febrero de 2024 en Arabia Saudita.
La carrera formó parte del UCI Asia Tour 2024, calendario ciclístico de los Circuitos Continentales UCI, dentro de la categoría 2.1. El vencedor fue el británico Simon Yates del Jayco AlUla, quien estuvo acompañado en el podio por el belga William Junior Lecerf del Soudal Quick-Step y el neozelandés Finn Fisher-Black del UAE Emirates, segundo y tercer clasificado respectivamente.

## Equipos participantes
Tomaron parte en la carrera 18 equipos: 9 de categoría UCI WorldTeam, 5 de categoría UCI ProTeam, 3 de categoría Continental y selección nacional de Arabia Saudita. Formaron así un pelotón de 124 ciclistas de los que terminaron 114. Los equipos participantes fueron:
| WorldTeams (9)- Astana Qazaqstan Team - Bahrain Victorious - Bora-Hansgrohe - Cofidis - Movistar Team - Team Jayco AlUla - Team dsm-firmenich PostNL - Soudal Quick-Step - UAE Team Emirates ProTeams (5)- Euskaltel-Euskadi - Q36.5 Pro Cycling Team - TotalEnergies - Tudor Pro Cycling Team - Uno-X Mobility Equipos continentales (3)- JCL Team Ukyo - Roojai Insurance - Terengganu Cycling Team Equipo nacional- Arabia Saudí |
| |

## Recorrido
El AlUla Tour dispuso de cinco etapas para un recorrido total de 811,2 kilómetros.
| Etapa     | Fecha     | Recorrido                                               | type                   | Distancia (km) | Desnivel (m) | Ganador           | Líder             |
| --------- | --------- | ------------------------------------------------------- | ---------------------- | -------------- | ------------ | ----------------- | ----------------- |
| 1.ª etapa | 30 de ene | Al Manshiyah Train Station – Al Manshiyah Train Station | etapa llana            | 149,1          | 686 m        | Casper van Uden   | Casper van Uden   |
| 2.ª etapa | 31 de ene | Winter Park – Sharaan Natural Reserve                   | etapa escarpada        | 199,1          | 1359 m       | Søren Wærenskjold | Søren Wærenskjold |
| 3.ª etapa | 1 de feb  | Al Ula International Airport – Al-Ula                   | etapa llana            | 170,6          | 953 m        | Tim Merlier       | Casper van Uden   |
| 4.ª etapa | 2 de feb  | Hegra – Maraya                                          | etapa escarpada        | 142,2          | 1023 m       | Tim Merlier       | Tim Merlier       |
| 5.ª etapa | 3 de feb  | AlUla Old Town                                          | etapa de media montaña | 150,2          | 1330 m       | Simon Yates       | Simon Yates       |

## Desarrollo de la carrera

### 1.ª etapa
| Al Manshiyah Train Station - Al Manshiyah Train Station | etapa llana | (149,1 km) |

| \| Clasificación de la etapa \| Clasificación de la etapa \| Clasificación de la etapa \| Clasificación de la etapa \| Clasificación de la etapa \| \| Ciclista \| Ciclista \| Equipo \| Tiempo \| \| \| ------------------------- \| ------------------------- \| ------------------------- \| ------------------------- \| ------------------------- \| \| 1.º \| Casper van Uden \| Team dsm-firmenich PostNL \| 3 h 18 min 55 s \| \| \| 2.º \| Dylan Groenewegen \| Team Jayco AlUla \| + 0 s \| \| \| 3.º \| Tim Merlier \| Soudal Quick-Step \| + 0 s \| \| \| 4.º \| Søren Wærenskjold \| Uno-X Mobility \| + 0 s \| \| \| 5.º \| Dušan Rajović \| Bahrain Victorious \| + 0 s \| \| \| 6.º \| Arvid de Kleijn \| Tudor Pro Cycling Team \| + 0 s \| \| \| 7.º \| Matteo Malucelli \| JCLTeam Ukyo \| + 0 s \| \| \| 8.º \| Juan Sebastián Molano \| UAE Team Emirates \| + 0 s \| \| \| 9.º \| Gleb Syritsa \| Astana Qazaqstan Team \| + 0 s \| \| \| 10.º \| Davide Cimolai \| Movistar Team \| + 0 s \| \| |                       |                           |                 |
| |                       |                           |                 |
| Fuente: ProCyclingStats |                       |                           |                 |
| Clasificación de la etapa |                       |                           |                 |
| Ciclista | Ciclista              | Equipo                    | Tiempo          |
| 1.º | Casper van Uden       | Team dsm-firmenich PostNL | 3 h 18 min 55 s |
| 2.º | Dylan Groenewegen     | Team Jayco AlUla          | + 0 s           |
| 3.º | Tim Merlier           | Soudal Quick-Step         | + 0 s           |
| 4.º | Søren Wærenskjold     | Uno-X Mobility            | + 0 s           |
| 5.º | Dušan Rajović         | Bahrain Victorious        | + 0 s           |
| 6.º | Arvid de Kleijn       | Tudor Pro Cycling Team    | + 0 s           |
| 7.º | Matteo Malucelli      | JCLTeam Ukyo              | + 0 s           |
| 8.º | Juan Sebastián Molano | UAE Team Emirates         | + 0 s           |
| 9.º | Gleb Syritsa          | Astana Qazaqstan Team     | + 0 s           |
| 10.º | Davide Cimolai        | Movistar Team             | + 0 s           |

| \| Clasificación general \| Clasificación general \| Clasificación general \| Clasificación general \| Clasificación general \| \| Ciclista \| Ciclista \| Equipo \| Tiempo \| \| \| --------------------- \| --------------------- \| ------------------------- \| --------------------- \| --------------------- \| \| 1.º \| Casper van Uden \| Team dsm-firmenich PostNL \| 3 h 18 min 45 s \| \| \| 2.º \| Dylan Groenewegen \| Team Jayco AlUla \| + 4 s \| \| \| 3.º \| Tim Merlier \| Soudal Quick-Step \| + 6 s \| \| \| 4.º \| Matteo Sobrero \| Bora-Hansgrohe \| + 7 s \| \| \| 5.º \| Fred Wright \| Bahrain Victorious \| + 8 s \| \| \| 6.º \| Fredrik Dversnes \| Uno-X Mobility \| + 9 s \| \| \| 7.º \| Søren Wærenskjold \| Uno-X Mobility \| + 10 s \| \| \| 8.º \| Dušan Rajović \| Bahrain Victorious \| + 10 s \| \| \| 9.º \| Arvid de Kleijn \| Tudor Pro Cycling Team \| + 10 s \| \| \| 10.º \| Matteo Malucelli \| JCLTeam Ukyo \| + 10 s \| \| |                   |                           |                 |
| |                   |                           |                 |
| Fuente: ProCyclingStats |                   |                           |                 |
| Clasificación general |                   |                           |                 |
| Ciclista | Ciclista          | Equipo                    | Tiempo          |
| 1.º | Casper van Uden   | Team dsm-firmenich PostNL | 3 h 18 min 45 s |
| 2.º | Dylan Groenewegen | Team Jayco AlUla          | + 4 s           |
| 3.º | Tim Merlier       | Soudal Quick-Step         | + 6 s           |
| 4.º | Matteo Sobrero    | Bora-Hansgrohe            | + 7 s           |
| 5.º | Fred Wright       | Bahrain Victorious        | + 8 s           |
| 6.º | Fredrik Dversnes  | Uno-X Mobility            | + 9 s           |
| 7.º | Søren Wærenskjold | Uno-X Mobility            | + 10 s          |
| 8.º | Dušan Rajović     | Bahrain Victorious        | + 10 s          |
| 9.º | Arvid de Kleijn   | Tudor Pro Cycling Team    | + 10 s          |
| 10.º | Matteo Malucelli  | JCLTeam Ukyo              | + 10 s          |

### 2.ª etapa
| Winter Park - Sharaan Natural Reserve | etapa escarpada | (199,1 km) |

| \| Clasificación de la etapa \| Clasificación de la etapa \| Clasificación de la etapa \| Clasificación de la etapa \| Clasificación de la etapa \| \| Ciclista \| Ciclista \| Equipo \| Tiempo \| \| \| ------------------------- \| ------------------------- \| ------------------------- \| ------------------------- \| ------------------------- \| \| 1.º \| Søren Wærenskjold \| Uno-X Mobility \| 4 h 42 min 04 s \| \| \| 2.º \| Henok Mulubrhan \| Astana Qazaqstan Team \| + 0 s \| \| \| 3.º \| Nils Eekhoff \| Team dsm-firmenich PostNL \| + 0 s \| \| \| 4.º \| Bryan Coquard \| Cofidis \| + 0 s \| \| \| 5.º \| Casper van Uden \| Team dsm-firmenich PostNL \| + 0 s \| \| \| 6.º \| Jordi Warlop \| Soudal Quick-Step \| + 0 s \| \| \| 7.º \| Rick Pluimers \| Tudor Pro Cycling Team \| + 0 s \| \| \| 8.º \| Maikel Zijlaard \| Tudor Pro Cycling Team \| + 2 s \| \| \| 9.º \| Pierre Latour \| TotalEnergies \| + 2 s \| \| \| 10.º \| Iván Romeo \| Movistar Team \| + 2 s \| \| |                   |                           |                 |
| |                   |                           |                 |
| Fuente: ProCyclingStats |                   |                           |                 |
| Clasificación de la etapa |                   |                           |                 |
| Ciclista | Ciclista          | Equipo                    | Tiempo          |
| 1.º | Søren Wærenskjold | Uno-X Mobility            | 4 h 42 min 04 s |
| 2.º | Henok Mulubrhan   | Astana Qazaqstan Team     | + 0 s           |
| 3.º | Nils Eekhoff      | Team dsm-firmenich PostNL | + 0 s           |
| 4.º | Bryan Coquard     | Cofidis                   | + 0 s           |
| 5.º | Casper van Uden   | Team dsm-firmenich PostNL | + 0 s           |
| 6.º | Jordi Warlop      | Soudal Quick-Step         | + 0 s           |
| 7.º | Rick Pluimers     | Tudor Pro Cycling Team    | + 0 s           |
| 8.º | Maikel Zijlaard   | Tudor Pro Cycling Team    | + 2 s           |
| 9.º | Pierre Latour     | TotalEnergies             | + 2 s           |
| 10.º | Iván Romeo        | Movistar Team             | + 2 s           |

| \| Clasificación general \| Clasificación general \| Clasificación general \| Clasificación general \| Clasificación general \| \| Ciclista \| Ciclista \| Equipo \| Tiempo \| \| \| --------------------- \| -------------------------- \| ------------------------- \| --------------------- \| --------------------- \| \| 1.º \| Søren Wærenskjold \| Uno-X Mobility \| 8 h 00 min 49 s \| \| \| 2.º \| Casper van Uden \| Team dsm-firmenich PostNL \| + 0 s \| \| \| 3.º \| Henok Mulubrhan \| Astana Qazaqstan Team \| + 4 s \| \| \| 4.º \| Nils Eekhoff \| Team dsm-firmenich PostNL \| + 6 s \| \| \| 5.º \| Tim Merlier \| Soudal Quick-Step \| + 8 s \| \| \| 6.º \| Matteo Sobrero \| Bora-Hansgrohe \| + 9 s \| \| \| 7.º \| Xabier Mikel Azparren \| Q36.5 Pro Cycling Team \| + 9 s \| \| \| 8.º \| Bryan Coquard \| Cofidis \| + 10 s \| \| \| 9.º \| Rick Pluimers \| Tudor Pro Cycling Team \| + 10 s \| \| \| 10.º \| Anders Halland Johannessen \| Uno-X Mobility \| + 10 s \| \| |                            |                           |                 |
| |                            |                           |                 |
| Fuente: ProCyclingStats |                            |                           |                 |
| Clasificación general |                            |                           |                 |
| Ciclista | Ciclista                   | Equipo                    | Tiempo          |
| 1.º | Søren Wærenskjold          | Uno-X Mobility            | 8 h 00 min 49 s |
| 2.º | Casper van Uden            | Team dsm-firmenich PostNL | + 0 s           |
| 3.º | Henok Mulubrhan            | Astana Qazaqstan Team     | + 4 s           |
| 4.º | Nils Eekhoff               | Team dsm-firmenich PostNL | + 6 s           |
| 5.º | Tim Merlier                | Soudal Quick-Step         | + 8 s           |
| 6.º | Matteo Sobrero             | Bora-Hansgrohe            | + 9 s           |
| 7.º | Xabier Mikel Azparren      | Q36.5 Pro Cycling Team    | + 9 s           |
| 8.º | Bryan Coquard              | Cofidis                   | + 10 s          |
| 9.º | Rick Pluimers              | Tudor Pro Cycling Team    | + 10 s          |
| 10.º | Anders Halland Johannessen | Uno-X Mobility            | + 10 s          |

### 3.ª etapa
| Al Ula International Airport - Al-Ula | etapa llana | (170,6 km) |

| \| Clasificación de la etapa \| Clasificación de la etapa \| Clasificación de la etapa \| Clasificación de la etapa \| Clasificación de la etapa \| \| Ciclista \| Ciclista \| Equipo \| Tiempo \| \| \| ------------------------- \| ------------------------- \| ------------------------- \| ------------------------- \| ------------------------- \| \| 1.º \| Tim Merlier \| Soudal Quick-Step \| 3 h 59 min 52 s \| \| \| 2.º \| Arvid de Kleijn \| Tudor Pro Cycling Team \| + 0 s \| \| \| 3.º \| Casper van Uden \| Team dsm-firmenich PostNL \| + 0 s \| \| \| 4.º \| Luka Mezgec \| Team Jayco AlUla \| + 0 s \| \| \| 5.º \| Juan Sebastián Molano \| UAE Team Emirates \| + 0 s \| \| \| 6.º \| Dušan Rajović \| Bahrain Victorious \| + 0 s \| \| \| 7.º \| Rui Oliveira \| UAE Team Emirates \| + 0 s \| \| \| 8.º \| Bryan Coquard \| Cofidis \| + 0 s \| \| \| 9.º \| Lucas Hamilton \| Team Jayco AlUla \| + 0 s \| \| \| 10.º \| Gleb Syritsa \| Astana Qazaqstan Team \| + 0 s \| \| |                       |                           |                 |
| |                       |                           |                 |
| Fuente: ProCyclingStats |                       |                           |                 |
| Clasificación de la etapa |                       |                           |                 |
| Ciclista | Ciclista              | Equipo                    | Tiempo          |
| 1.º | Tim Merlier           | Soudal Quick-Step         | 3 h 59 min 52 s |
| 2.º | Arvid de Kleijn       | Tudor Pro Cycling Team    | + 0 s           |
| 3.º | Casper van Uden       | Team dsm-firmenich PostNL | + 0 s           |
| 4.º | Luka Mezgec           | Team Jayco AlUla          | + 0 s           |
| 5.º | Juan Sebastián Molano | UAE Team Emirates         | + 0 s           |
| 6.º | Dušan Rajović         | Bahrain Victorious        | + 0 s           |
| 7.º | Rui Oliveira          | UAE Team Emirates         | + 0 s           |
| 8.º | Bryan Coquard         | Cofidis                   | + 0 s           |
| 9.º | Lucas Hamilton        | Team Jayco AlUla          | + 0 s           |
| 10.º | Gleb Syritsa          | Astana Qazaqstan Team     | + 0 s           |

| \| Clasificación general \| Clasificación general \| Clasificación general \| Clasificación general \| Clasificación general \| \| Ciclista \| Ciclista \| Equipo \| Tiempo \| \| \| --------------------- \| --------------------- \| ------------------------- \| --------------------- \| --------------------- \| \| 1.º \| Casper van Uden \| Team dsm-firmenich PostNL \| 12 h 00 min 37 s \| \| \| 2.º \| Tim Merlier \| Soudal Quick-Step \| + 2 s \| \| \| 3.º \| Matteo Sobrero \| Bora-Hansgrohe \| + 10 s \| \| \| 4.º \| Nils Eekhoff \| Team dsm-firmenich PostNL \| + 10 s \| \| \| 5.º \| Bryan Coquard \| Cofidis \| + 12 s \| \| \| 6.º \| Rick Pluimers \| Tudor Pro Cycling Team \| + 14 s \| \| \| 7.º \| Fred Wright \| Bahrain Victorious \| + 14 s \| \| \| 8.º \| Finn Fisher-Black \| UAE Team Emirates \| + 15 s \| \| \| 9.º \| Merhawi Kudus \| Terengganu Cycling Team \| + 16 s \| \| \| 10.º \| Gianluca Brambilla \| Q36.5 Pro Cycling Team \| + 16 s \| \| |                    |                           |                  |
| |                    |                           |                  |
| Fuente: ProCyclingStats |                    |                           |                  |
| Clasificación general |                    |                           |                  |
| Ciclista | Ciclista           | Equipo                    | Tiempo           |
| 1.º | Casper van Uden    | Team dsm-firmenich PostNL | 12 h 00 min 37 s |
| 2.º | Tim Merlier        | Soudal Quick-Step         | + 2 s            |
| 3.º | Matteo Sobrero     | Bora-Hansgrohe            | + 10 s           |
| 4.º | Nils Eekhoff       | Team dsm-firmenich PostNL | + 10 s           |
| 5.º | Bryan Coquard      | Cofidis                   | + 12 s           |
| 6.º | Rick Pluimers      | Tudor Pro Cycling Team    | + 14 s           |
| 7.º | Fred Wright        | Bahrain Victorious        | + 14 s           |
| 8.º | Finn Fisher-Black  | UAE Team Emirates         | + 15 s           |
| 9.º | Merhawi Kudus      | Terengganu Cycling Team   | + 16 s           |
| 10.º | Gianluca Brambilla | Q36.5 Pro Cycling Team    | + 16 s           |

### 4.ª etapa
| Hegra - Maraya | etapa escarpada | (142,2 km) |

| \| Clasificación de la etapa \| Clasificación de la etapa \| Clasificación de la etapa \| Clasificación de la etapa \| Clasificación de la etapa \| \| Ciclista \| Ciclista \| Equipo \| Tiempo \| \| \| ------------------------- \| ------------------------- \| ------------------------- \| ------------------------- \| ------------------------- \| \| 1.º \| Tim Merlier \| Soudal Quick-Step \| 3 h 11 min 43 s \| \| \| 2.º \| Bryan Coquard \| Cofidis \| + 0 s \| \| \| 3.º \| Casper van Uden \| Team dsm-firmenich PostNL \| + 0 s \| \| \| 4.º \| Rick Pluimers \| Tudor Pro Cycling Team \| + 0 s \| \| \| 5.º \| Luka Mezgec \| Team Jayco AlUla \| + 0 s \| \| \| 6.º \| Matteo Moschetti \| Q36.5 Pro Cycling Team \| + 0 s \| \| \| 7.º \| Davide Cimolai \| Movistar Team \| + 0 s \| \| \| 8.º \| Søren Wærenskjold \| Uno-X Mobility \| + 0 s \| \| \| 9.º \| Rui Oliveira \| UAE Team Emirates \| + 0 s \| \| \| 10.ª \| Émilie Jeannot \| \| + 0 s \| \| |                   |                           |                 |
| |                   |                           |                 |
| Fuente: ProCyclingStats |                   |                           |                 |
| Clasificación de la etapa |                   |                           |                 |
| Ciclista | Ciclista          | Equipo                    | Tiempo          |
| 1.º | Tim Merlier       | Soudal Quick-Step         | 3 h 11 min 43 s |
| 2.º | Bryan Coquard     | Cofidis                   | + 0 s           |
| 3.º | Casper van Uden   | Team dsm-firmenich PostNL | + 0 s           |
| 4.º | Rick Pluimers     | Tudor Pro Cycling Team    | + 0 s           |
| 5.º | Luka Mezgec       | Team Jayco AlUla          | + 0 s           |
| 6.º | Matteo Moschetti  | Q36.5 Pro Cycling Team    | + 0 s           |
| 7.º | Davide Cimolai    | Movistar Team             | + 0 s           |
| 8.º | Søren Wærenskjold | Uno-X Mobility            | + 0 s           |
| 9.º | Rui Oliveira      | UAE Team Emirates         | + 0 s           |
| 10.ª | Émilie Jeannot    |                           | + 0 s           |

| \| Clasificación general \| Clasificación general \| Clasificación general \| Clasificación general \| Clasificación general \| \| Ciclista \| Ciclista \| Equipo \| Tiempo \| \| \| --------------------- \| --------------------- \| ------------------------- \| --------------------- \| --------------------- \| \| 1.º \| Tim Merlier \| Soudal Quick-Step \| 15 h 12 min 12 s \| \| \| 2.º \| Casper van Uden \| Team dsm-firmenich PostNL \| + 4 s \| \| \| 3.º \| Bryan Coquard \| Cofidis \| + 14 s \| \| \| 4.º \| Matteo Sobrero \| Bora-Hansgrohe \| + 21 s \| \| \| 5.º \| Rick Pluimers \| Tudor Pro Cycling Team \| + 22 s \| \| \| 6.º \| Luka Mezgec \| Team Jayco AlUla \| + 24 s \| \| \| 7.º \| Finn Fisher-Black \| UAE Team Emirates \| + 26 s \| \| \| 8.º \| Merhawi Kudus \| Terengganu Cycling Team \| + 27 s \| \| \| 9.º \| Gianluca Brambilla \| Q36.5 Pro Cycling Team \| + 27 s \| \| \| 10.º \| Davide Formolo \| Movistar Team \| + 27 s \| \| |                    |                           |                  |
| |                    |                           |                  |
| Fuente: ProCyclingStats |                    |                           |                  |
| Clasificación general |                    |                           |                  |
| Ciclista | Ciclista           | Equipo                    | Tiempo           |
| 1.º | Tim Merlier        | Soudal Quick-Step         | 15 h 12 min 12 s |
| 2.º | Casper van Uden    | Team dsm-firmenich PostNL | + 4 s            |
| 3.º | Bryan Coquard      | Cofidis                   | + 14 s           |
| 4.º | Matteo Sobrero     | Bora-Hansgrohe            | + 21 s           |
| 5.º | Rick Pluimers      | Tudor Pro Cycling Team    | + 22 s           |
| 6.º | Luka Mezgec        | Team Jayco AlUla          | + 24 s           |
| 7.º | Finn Fisher-Black  | UAE Team Emirates         | + 26 s           |
| 8.º | Merhawi Kudus      | Terengganu Cycling Team   | + 27 s           |
| 9.º | Gianluca Brambilla | Q36.5 Pro Cycling Team    | + 27 s           |
| 10.º | Davide Formolo     | Movistar Team             | + 27 s           |

### 5.ª etapa
| AlUla Old Town - | etapa de media montaña | (150,2 km) |

| \| Clasificación de la etapa \| Clasificación de la etapa \| Clasificación de la etapa \| Clasificación de la etapa \| Clasificación de la etapa \| \| Ciclista \| Ciclista \| Equipo \| Tiempo \| \| \| ------------------------- \| -------------------------- \| ------------------------- \| ------------------------- \| ------------------------- \| \| 1.º \| Simon Yates \| Team Jayco AlUla \| 3 h 24 min 37 s \| \| \| 2.º \| William Junior Lecerf \| Soudal Quick-Step \| + 0 s \| \| \| 3.º \| Finn Fisher-Black \| UAE Team Emirates \| + 0 s \| \| \| 4.º \| Rafał Majka \| UAE Team Emirates \| + 2 s \| \| \| 5.º \| Pierre Latour \| TotalEnergies \| + 5 s \| \| \| 6.º \| Anders Halland Johannessen \| Uno-X Mobility \| + 5 s \| \| \| 7.º \| Gianluca Brambilla \| Q36.5 Pro Cycling Team \| + 7 s \| \| \| 8.º \| Matteo Sobrero \| Bora-Hansgrohe \| + 7 s \| \| \| 9.º \| Davide Formolo \| Movistar Team \| + 11 s \| \| \| 10.º \| Iván Romeo \| Movistar Team \| + 29 s \| \| |                            |                        |                 |
| |                            |                        |                 |
| Fuente: ProCyclingStats |                            |                        |                 |
| Clasificación de la etapa |                            |                        |                 |
| Ciclista | Ciclista                   | Equipo                 | Tiempo          |
| 1.º | Simon Yates                | Team Jayco AlUla       | 3 h 24 min 37 s |
| 2.º | William Junior Lecerf      | Soudal Quick-Step      | + 0 s           |
| 3.º | Finn Fisher-Black          | UAE Team Emirates      | + 0 s           |
| 4.º | Rafał Majka                | UAE Team Emirates      | + 2 s           |
| 5.º | Pierre Latour              | TotalEnergies          | + 5 s           |
| 6.º | Anders Halland Johannessen | Uno-X Mobility         | + 5 s           |
| 7.º | Gianluca Brambilla         | Q36.5 Pro Cycling Team | + 7 s           |
| 8.º | Matteo Sobrero             | Bora-Hansgrohe         | + 7 s           |
| 9.º | Davide Formolo             | Movistar Team          | + 11 s          |
| 10.º | Iván Romeo                 | Movistar Team          | + 29 s          |

## Clasificaciones finales
- Las clasificaciones finalizaron de la siguiente forma:[3]

### Clasificación general
| \| Clasificación general \| Clasificación general \| Clasificación general \| Clasificación general \| Clasificación general \| \| Ciclista \| Ciclista \| Equipo \| Tiempo \| \| \| --------------------- \| --------------------- \| ----------------------- \| --------------------- \| --------------------- \| \| 1.º \| Simon Yates \| Team Jayco AlUla \| 18 h 37 min 05 s \| \| \| 2.º \| William Junior Lecerf \| Soudal Quick-Step \| + 3 s \| \| \| 3.º \| Finn Fisher-Black \| UAE Team Emirates \| + 3 s \| \| \| 4.º \| Matteo Sobrero \| Bora-Hansgrohe \| + 12 s \| \| \| 5.º \| Gianluca Brambilla \| Q36.5 Pro Cycling Team \| + 18 s \| \| \| 6.º \| Davide Formolo \| Movistar Team \| + 22 s \| \| \| 7.º \| Bryan Coquard \| Cofidis \| + 32 s \| \| \| 8.º \| Rick Pluimers \| Tudor Pro Cycling Team \| + 40 s \| \| \| 9.º \| Iván Romeo \| Movistar Team \| + 40 s \| \| \| 10.º \| Merhawi Kudus \| Terengganu Cycling Team \| + 45 s \| \| |                       |                         |                  |
| |                       |                         |                  |
| Fuente: ProCyclingStats |                       |                         |                  |
| Clasificación general |                       |                         |                  |
| Ciclista | Ciclista              | Equipo                  | Tiempo           |
| 1.º | Simon Yates           | Team Jayco AlUla        | 18 h 37 min 05 s |
| 2.º | William Junior Lecerf | Soudal Quick-Step       | + 3 s            |
| 3.º | Finn Fisher-Black     | UAE Team Emirates       | + 3 s            |
| 4.º | Matteo Sobrero        | Bora-Hansgrohe          | + 12 s           |
| 5.º | Gianluca Brambilla    | Q36.5 Pro Cycling Team  | + 18 s           |
| 6.º | Davide Formolo        | Movistar Team           | + 22 s           |
| 7.º | Bryan Coquard         | Cofidis                 | + 32 s           |
| 8.º | Rick Pluimers         | Tudor Pro Cycling Team  | + 40 s           |
| 9.º | Iván Romeo            | Movistar Team           | + 40 s           |
| 10.º | Merhawi Kudus         | Terengganu Cycling Team | + 45 s           |

### Clasificación de los puntos
| Clasificación por puntos | Clasificación por puntos | Clasificación por puntos  | Clasificación por puntos | Clasificación por puntos |
| Ciclista                 | Ciclista                 | Equipo                    | Puntos                   |                          |
| ------------------------ | ------------------------ | ------------------------- | ------------------------ | ------------------------ |
| 1.º                      | Tim Merlier              | Soudal Quick-Step         | 39 pts                   |                          |
| 2.º                      | Casper van Uden          | Team dsm-firmenich PostNL | 39 pts                   |                          |
| 3.º                      | Søren Wærenskjold        | Uno-X Mobility            | 25 pts                   |                          |
| 4.º                      | Bryan Coquard            | Cofidis                   | 22 pts                   |                          |
| 5.º                      | Arvid de Kleijn          | Tudor Pro Cycling Team    | 17 pts                   |                          |
| 6.º                      | Simon Yates              | Team Jayco AlUla          | 15 pts                   |                          |
| 7.º                      | Luka Mezgec              | Team Jayco AlUla          | 13 pts                   |                          |
| 8.º                      | William Junior Lecerf    | Soudal Quick-Step         | 12 pts                   |                          |
| 9.º                      | Rick Pluimers            | Tudor Pro Cycling Team    | 11 pts                   |                          |
| 10.º                     | Dušan Rajović            | Bahrain Victorious        | 11 pts                   |                          |

### Clasificación de los jóvenes
| Clasificación del mejor joven | Clasificación del mejor joven | Clasificación del mejor joven | Clasificación del mejor joven | Clasificación del mejor joven |
| Ciclista                      | Ciclista                      | Equipo                        | Tiempo                        |                               |
| ----------------------------- | ----------------------------- | ----------------------------- | ----------------------------- | ----------------------------- |
| 1.º                           | William Junior Lecerf         | Soudal Quick-Step             | 18 h 37 min 08 s              |                               |
| 2.º                           | Finn Fisher-Black             | UAE Team Emirates             | + 0 s                         |                               |
| 3.º                           | Rick Pluimers                 | Tudor Pro Cycling Team        | + 37 s                        |                               |
| 4.º                           | Iván Romeo                    | Movistar Team                 | + 37 s                        |                               |
| 5.º                           | Fred Wright                   | Bahrain Victorious            | + 49 s                        |                               |
| 6.º                           | Casper van Uden               | Team dsm-firmenich PostNL     | + 1 min 11 s                  |                               |
| 7.º                           | Anders Halland Johannessen    | Uno-X Mobility                | + 1 min 18 s                  |                               |
| 8.º                           | Thomas Pesenti                | JCLTeam Ukyo                  | + 1 min 49 s                  |                               |
| 9.º                           | Enekoitz Azparren             | Euskaltel-Euskadi             | + 1 min 49 s                  |                               |
| 10.º                          | Edoardo Zambanini             | Bahrain Victorious            | + 1 min 55 s                  |                               |

### Clasificación por equipos
| Clasificación por equipos | Clasificación por equipos | Clasificación por equipos | Clasificación por equipos |
| Equipo                    | Equipo                    | Tiempo                    |                           |
| ------------------------- | ------------------------- | ------------------------- | ------------------------- |
| 1.º                       | Bora-Hansgrohe            | 55 h 53 min 03 s          |                           |
| 2.º                       | UAE Team Emirates         | + 25 s                    |                           |
| 3.º                       | Team Jayco AlUla          | + 46 s                    |                           |
| 4.º                       | Q36.5 Pro Cycling Team    | + 52 s                    |                           |
| 5.º                       | Cofidis                   | + 1 min 38 s              |                           |

## Evolución de las clasificaciones
| Etapa                   |                         | Ganador _         | Clasificación general | Puntos            | Jóvenes               | Equipo _               |
| ----------------------- | ----------------------- | ----------------- | --------------------- | ----------------- | --------------------- | ---------------------- |
| 1.ª etapa               | etapa llana             | Casper van Uden   | Casper van Uden       | Casper van Uden   | Casper van Uden       | Q36.5 Pro Cycling Team |
| 2.ª etapa               | etapa escarpada         | Søren Wærenskjold | Søren Wærenskjold     | Søren Wærenskjold | Søren Wærenskjold     | Uno-X Mobility         |
| 3.ª etapa               | etapa llana             | Tim Merlier       | Casper van Uden       | Casper van Uden   | Casper van Uden       | Soudal Quick-Step      |
| 4.ª etapa               | etapa escarpada         | Tim Merlier       | Tim Merlier           | Tim Merlier       | Casper van Uden       | Team Jayco AlUla       |
| 5.ª etapa               | etapa de media montaña  | Simon Yates       | Simon Yates           | Tim Merlier       | William Junior Lecerf | Bora-Hansgrohe         |
| Clasificaciones finales | Clasificaciones finales |                   | Simon Yates           | Tim Merlier       | William Junior Lecerf | Bora-Hansgrohe         |

## Ciclistas participantes y posiciones finales
Convenciones:
- AB-N: Abandono en la etapa "N"
- FLT-N: Retiro por llegada fuera del límite de tiempo en la etapa "N"
- NTS-N: No tomó la salida para la etapa "N"
- DES-N: Descalificado o expulsado en la etapa "N"

## UCI World Ranking
El AlUla Tour otorgó puntos para el UCI World Ranking para corredores de los equipos en las categorías UCI WorldTeam, UCI ProTeam y Continental. Las siguientes tablas son el baremo de puntuación y los diez corredores que obtuvieron más puntos:
| Posición              | 1.º | 2.º | 3.º | 4.º | 5.º | 6.º | 7.º | 8.º | 9.º | 10.º | 11.º | 12.º | 13.º-15.º | 16.º-25.º |
| Clasificación general | 125 | 85  | 70  | 60  | 50  | 40  | 35  | 30  | 25  | 20   | 15   | 10   | 5         | 3         |
| Por etapa             | 14  | 5   | 3   |     |     |     |     |     |     |      |      |      |           |           |
| Líder                 | 3   |     |     |     |     |     |     |     |     |      |      |      |           |           |

| Clasificación |                       |                      |         |       |       |       |
| Posición      | Ciclista              | Equipo               | General | Etapa | Líder | Total |
| ------------- | --------------------- | -------------------- | ------- | ----- | ----- | ----- |
| 1.º           | Simon Yates           | Jayco AlUla          | 125     | 14    | -     | 139   |
| 2.º           | William Junior Lecerf | Soudal Quick-Step    | 85      | 5     | -     | 90    |
| 3.º           | Finn Fisher-Black     | UAE Emirates         | 70      | 3     | -     | 73    |
| 4.º           | Matteo Sobrero        | Bora-Hansgrohe       | 60      | -     | -     | 60    |
| 5.º           | Gianluca Brambilla    | Q36.5                | 50      | -     | -     | 50    |
| 6.º           | Davide Formolo        | Movistar             | 40      | -     | -     | 40    |
| 7.º           | Bryan Coquard         | Cofidis              | 35      | 5     | -     | 40    |
| 8.º           | Tim Merlier           | Soudal Quick-Step    | -       | 31    | 3     | 34    |
| 9.º           | Rick Pluimers         | Tudor                | 30      | -     | -     | 30    |
| 10.º          | Casper van Uden       | dsm-firmenich PostNL | 3       | 20    | 6     | 29    |